# Verbotene Liebe
Verbotene Liebe (magyarul: Tiltott szerelem) egy német televíziós sorozat, amit 1995. január 2-a óta sugároznak a Das Erste csatornán.

## A sorozat helyszínei
A sorozatot a Grundy UFA készíti, a Köln-Ossendorfban lévő Magic Media Company stúdióiban forgatják az epizódokat 2003 óta, azelőtt a WDR Köln-Bocklemündi stúdióiban készült a sorozat. A sorozat főbb eseményei Düsseldorfban és Kölnben játszódnak, a külső helyszínek közé tartozik a város híres sétálóutcája a Königsallee, emellett az Engelskirchenben található Ehreshoven kastély. A Bonnban található Post Tower a sorozatban a Lahnstein Holding épületeként van jelen.

## A sorozat története
A sorozat 1995 januárjában több hónapos tervezés után indult el a Das Erste-n. A sorozatot eredetileg az RTL tervezte meg, de miután nem gondolták sikeresnek a testvérek közti szerelem ábrázolását, ezért ezt a koncepciót elvetették. A Das Erste a sorozat ötletét elővette és így került adásba Jan Brandner és Julia von Anstetten szerelme, akik egymásba beleszeretnek anélkül, hogy tudnák, hogy ők testvérek, akiket a szüleik gyerekkorukban elválasztottak egymástól. A sorozat a címét innen kapta, hiszen ez a testvérszerelem egy tiltott románc lett. A kezdeti történet az 500. részig tartott, amikor is események menetét megváltoztatták és új karakterek kerültek a sorozatba. A sorozat felépítése azonban nem változott, hiszen telis-tele van ármánnyal, intrikával, cselszővéssel, megcsalással és szerelemmel ez a sorozat. Ezután az események Henning von Anstetten és Marie von Beyenbach illetve Sarah Hoffmann és Leonard von Anstetten szerelme köré koncentrálódott.
A sorozat 2008-ban nemzetközi figyelmet kapott Oliver Sabel és Christian Mann a sorozat meleg párja miatt, akikről a brit "reFRESH" című magazinben cikket készítettek.  A sorozat abban tér el a többi német sorozattól (mint Unter Uns, Gute Zeiten, schlechte Zeiten, Marienhof vagy a Lindenstraße), hogy elsősorban a felsőosztályt ábrázolják benne.

## Szereplők

### Jelenlegi főszereplők
- Max Engelke - Robert Marenbach
- Wolfram Grandezka - Ansgar von Lahnstein
- Jens Hartwig - Tristan von Lahnstein
- Stephan Käfer - Philipp zu Hohenfelden
- Jana Julie Kilka - Jessica Stiehl
- Sven Koller - David Brandner
- Konrad Krauss - Arno Brandner
- Miriam Lahnstein - Tanja von Lahnstein
- Jasmin Lord - Rebecca von Lahnstein
- Krystian Martinek - Ludwig von Lahnstein
- Gabriele Metzger - Charlie Schneider
- Thomas Ohrner - Matthias Brandner
- Simone Ritscher - Maria di Balbi
- Dominic Saleh-Zaki - Andi Fritzsche
- Sebastian Schlemmer - Sebastian von Lahnstein
- Thore Schölermann - Christian Mann
- Martina Servatius - Elisabeth von Lahnstein
- Theresa Underberg - Lydia von Lahnstein
- Renée Weibel - Helena von Lahnstein
- Jo Weil - Oliver Sabel
- Jenny Winkler - Nathalie Käppler
- Verena Zimmermann - Nico von Lahnstein

### Jelenlegi mellékszereplők
- Romina Becks - Miriam Pesch
- Claus Thull-Emden - Butler Justus Stiehl
- Jonas Enderer - Johannes „Hannes“ von Lahnstein
- Lutz Marquardt - Kellner Luca
- Marcel Spang - Kellner Niklas
- Max Engelke - Robert Marenbach
- Ricardia Bramley - Antonia Weber

## Nézettsége
Verbotene Liebe a második legnézettebb német szappanopera a Gute Zeiten, schlechte Zeiten után, a sorozat napi 3 millió nézőt tudhat a magáénak.

## Külső hivatkozások
- Das Erste: A sorozat hivatalos honlapja (németül)
- Verbotene Liebe-Spoiler (németül)